# Корнева, Любовь Александровна
Любовь Александровна Корнева (род. 23 мая 1945) — советская и российская актриса театра и кино.

## Биография
Любовь Корнева родилась 23 мая 1945 года. В 1966 году окончила Театральное училище имени Щукина (курс А. И. Борисова и В. И. Шлезингера). После этого в том же году была принята в труппу театра им. Евг. Вахтангова, где работает до сих пор. В кинематографе дебютировала в 1962 году в фильме режиссёра Льва Голуба «Улица младшего сына».

## Работы в театре
- «Принцесса Турандот» — Зелима
- «Правда и кривда» — Федько
- «Мальчик-глашатай» — Дион
- «Стряпуха замужем» — Таисья
- «Планета надежды» — Леся
- «Виринея» — Грунька
- «Здравствуй Крымов» — Галка
- «Молодость театра» — Лиля
- «Золушка» — Золушка
- «Женщина за зеленой дверью» — Гостья
- «Из жизни деловой женщины» — Телефонистка
- «Ричард третий» — Эдуард, принц Уэльский
- «Старинные русские водевили» — Жемчужина
- «Мистерия-Буфф» — 2-й ангел
- «Скупщик детей» — Мисс Бин
- «За двумя зайцами...» — Настя, подруга Прони
- «Принцесса Турандот» — Цанни
- «Ревизор» — Горожанка
- «Дядюшкин сон» — Прасковья Ильинична
- «Последние луны» — Обитательница пансиона
- «Бесы» — Прислуга
- «Евгений Онегин» — Кузина

## Фильмография

### Актриса
1. 1962 — Улица младшего сына — Валя
2. 1965 — Лебедев против Лебедева — эпизод
3. 1965 — Похождения зубного врача — Карпова, студентка медучилища
4. 1965 — Рано утром — Люся, подруга Алёши
5. 1966 — Зося — ефрейтор Игумнова Катя
6. 1966 — Лунные ночи — Лида, дочь Кузьмича
7. 1968 — Братья Карамазовы — Феня (Федосья Марковна), служанка Грушеньки
8. 1968 — Фитиль (Выпуск №75 «Отцы-одиночки»; в титрах Л. Коренева)
9. 1969 — А Вы, товарищ? — Гражданка Лебедева (Телеспектакль)
10. 1971 — Принцесса Турандот
11. 1971 — Шельменко-денщик — Эвжени, незамужняя дочь помещицы Опецковской (озвучивает Зоя Виноградова)
12. 1972 — Западня — Нана
13. 1973 — Иркутская история — Майя
14. 1973 — Память сердца — Рая
15. 1974 — В восемнадцать мальчишеских лет
16. 1975 — Пузырьки — Зорина, спецкор
17. 1978 — Золушка — Золушка
18. 1978 — Тогда в Севилье — Розитта
19. 1979 — Идиот — Аглая Епанчина
20. 1980 — Антоний и Клеопатра — Ира, прислужница Клеопатры
21. 1982 — Мистерия Буфф — второй ангел
22. 1982 — Ричард III — Эдуард, принц Уэльский
23. 1985 — Ещё люблю, ещё надеюсь — медсестра
24. 2011 — БАгИ — Лидия Мотылева

### Озвучивание
1. 1978 — Чудеса в решете (мультфильм)

## Награды
- Медаль ордена «За заслуги перед Отечеством» II степени (10 сентября 2021 года) — за большой вклад в развитие отечественной культуры и искусства, многолетнюю плодотворную деятельность[1].